# Federazione calcistica di Gibilterra
La Federazione calcistica di Gibilterra (in inglese Gibraltar Football Association, acronimo GFA) è il massimo organismo di governo del gioco del calcio nel territorio britannico d'oltremare di Gibilterra.

## Storia

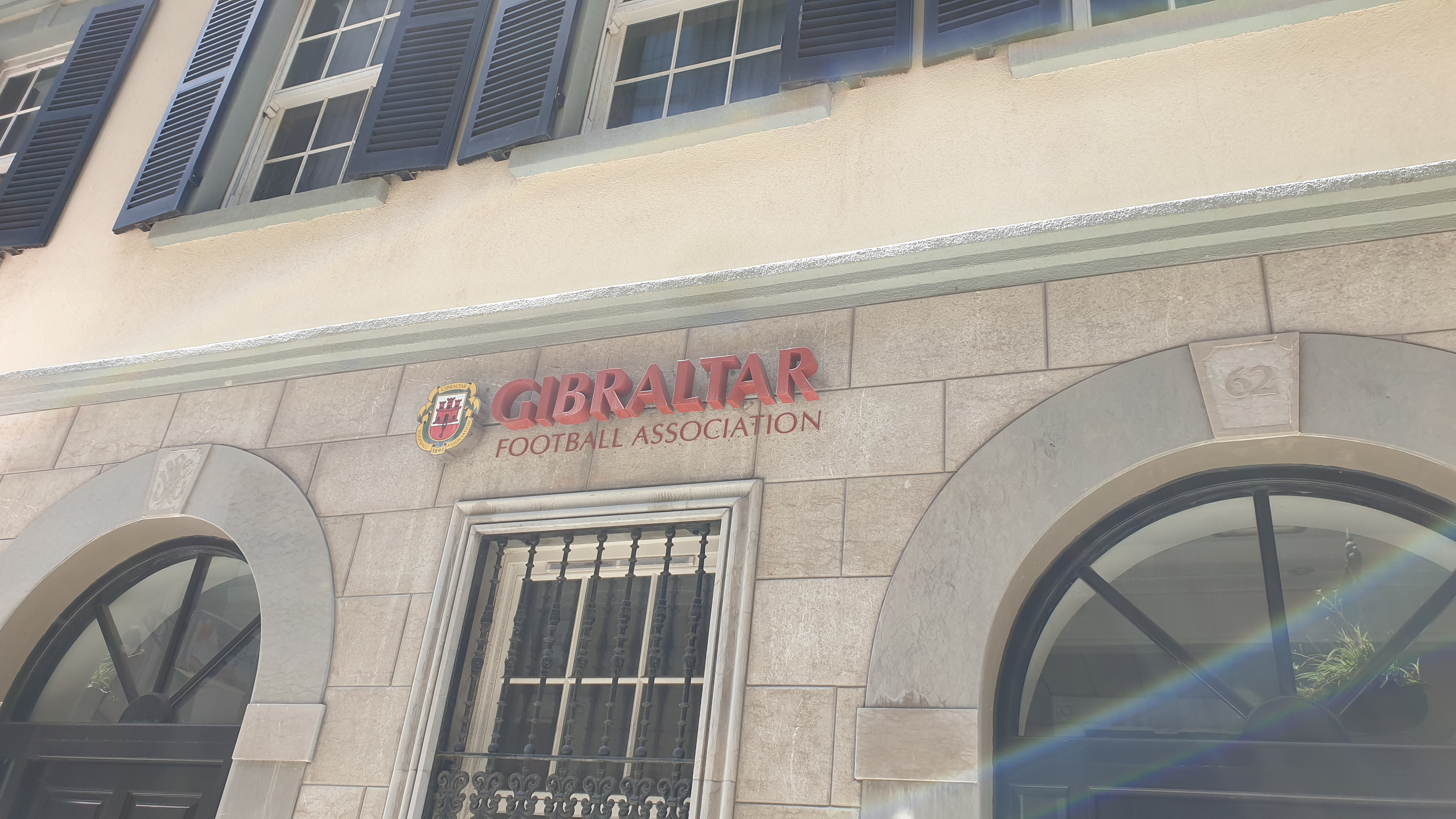
Sede della GFA

Logo storico

Fondata con la denominazione Federazione calcistica civile di Gibilterra nel 1895 (risultando una delle federazioni calcistiche più vecchie del mondo), si occupò inizialmente di portare ordine ed eguale regolamentazione nel crescente numero di associazioni calcistiche con proprie squadre precedentemente costituitesi nel territorio.
Fino al 1907 essa si occupò di organizzare un'unica competizione, la Merchant's Cup, cui poi si affiancò la Lega calcistica di Gibilterra. Dal 1901 la GFA ha costituito una rappresentativa nazionale maschile, priva di riconoscimento internazionale e pertanto attiva unicamente in gare amichevoli: il miglior risultato conseguito nel primo cinquantennio è probabilmente stato un pareggio con il Real Madrid nel 1949.
La GFA si affiliò nel 1909 alla Football Association, indirizzandosi poi verso l'affiliazione all'UEFA, che gli fu tuttavia preclusa dall'opposizione della federcalcio spagnola, la cui nazione d'afferenza rivendica la sovranità su Gibilterra. Ne nacque una lunga controversia, giuridicamente risolta da una sentenza del TAS di Losanna (massimo tribunale sportivo internazionale), che nell'agosto del 2006 affermò il diritto del piccolo dominio ad affiliarsi sia all'UEFA che alla FIFA.
L'8 dicembre successivo la GFA venne quindi ammessa quale membro provvisorio dell'UEFA; il congresso confederale tenutosi a Düsseldorf (Germania) bocciò tuttavia nuovamente l'ammissione permanente della federazione gibilterriana con soli tre voti a favore (Inghilterra, Scozia e Galles), 45 contrari e 4 astenuti. Tale verdetto fu condizionato dall'intenso lavoro diplomatico della Federazione spagnola (sempre in relazione alle summenzionate rivendicazioni territoriali iberiche) volto a scoraggiare gli altri membri della confederazione dal votare a favore.
L'ammissione definitiva della GFA alla UEFA è infine arrivata il 24 maggio 2013, allorché la votazione ha visto i soli voti contrari di Spagna e Bielorussia; a decorrere da tale data le squadre di club e nazionali di Gibilterra possono regolarmente concorrere alle competizioni UEFA. L'ammissione alla FIFA (e alle relative competizioni) è stata infine ratificata nel 2016.